# Antimima dualis
Antimima dualis är en isörtsväxtart som först beskrevs av Nicholas Edward Brown, och fick sitt nu gällande namn av Nicholas Edward Brown. Antimima dualis ingår i släktet Antimima och familjen isörtsväxter. Inga underarter finns listade i Catalogue of Life.